# Reserva internacional
Las reservas internacionales consisten en depósitos de moneda extranjera controlados por los bancos centrales y otras autoridades monetarias. Estos activos se componen de diversas monedas de reserva, especialmente de dólares y euros.
La reserva internacional funciona, como indicador económico, mostrando los recursos que dispone un país para hacer compras en el extranjero, transacciones en las cuales solo son aceptables divisas fuertes como medio de pago. Estos activos son usados por los bancos centrales para dar apoyo a los pasivos, por este motivo, la reserva internacional es un indicador acerca de la capacidad del país para financiar sus importaciones, a la moneda local emitida, o a las reservas depositadas por los bancos privados, por el gobierno o por instituciones financieras. Adicionalmente existen otros tipos de activos, especialmente los formados por las reservas de oro y los derechos especiales de giro (DEG).

## Recaudación
Son los activos que quedan luego de pagar por sus importaciones, sus deudas e intereses afuera del país, enviar remesas y dividendos a los inversionistas extranjeros y cualquier otra transacción de salida de dinero al extranjero; y luego de recibir pagos por exportaciones o por servicios prestados, así como luego de recibir préstamos y remesas enviadas desde el exterior y de cualquier otra entrada de dinero.

## Historia
Con el sistema del patrón oro las reservas estaban formadas únicamente por oro (en aquellos países que habían adoptado dicho sistema). Pero bajo el sistema de Bretton Woods, Estados Unidos fijó el tipo de cambio del dólar con el oro, y permitió la convertibilidad de dólares a oro, a su vez el resto de bancos centrales utilizaron los dólares en vez de oro como reserva. Esto permitió crear la impresión de que, efectivamente, los dólares eran tan fiables y seguros como el oro. Sin embargo, debido al déficit presupuestario del gobierno estadounidense (especialmente debido a la guerra de Vietnam), el dólar acabó por dejar de ser convertible tras el Nixon shock de 1971 debido a un gran aumento de la emisión de la moneda sin un aumento proporcional de las reservas de oro por parte de Estados Unidos, lo que minó su credibilidad. Pero tras este hecho el dólar permaneció estable como moneda fíat (o por decreto) y a su vez fiduciaria hasta la crisis hipotecaria y financiera mundial que comenzó a desatarse en 2007 y que entró en pánico en marzo de 2008 por lo que está dejando de ser la moneda de reserva más importante, hoy está aumentando el uso del euro como moneda de reserva tras su introducción y el oro.

## Propósito
En un sistema de tipo de cambio no fijo, las reservas permiten a un banco central comprar moneda emitida, intercambiando sus activos para reducir su pasivo. El propósito de las reservas es permitir a los bancos centrales reducir la volatilidad de la moneda emitida y de proteger al sistema monetario de un shock como por ejemplo el de ataques especulativos. La posesión de grandes reservas es vista como un indicador de la fortaleza de la moneda local, pues refleja el apoyo que hay detrás de la moneda. En cambio unas reservas que disminuyen o son pequeñas pueden ser indicativas de un inminente pánico bancario o de impago.
En la literatura acerca del tema se hace referencia a las reservas internacionales como un seguro que garantiza los ajustes internos en una economía al enfrentar choques externos. El hecho de mantener reservas internacionales obedece a la necesidad de protección de un país al enfrentar choques en la balanza de pagos y a la posibilidad de blindaje ante posibles especulaciones contra la moneda. 
El nivel de reservas internacionales que un país debe mantener es un tema que últimamente ha atraído la atención de un número importante de teóricos en el tema. En esta discusión podemos observar dos perspectivas diferentes: por una parte se encuentran quienes suponen que el costo de oportunidad de mantener reservas internacionales en exceso viene dado por el rendimiento potencial que estos recursos podrían generar si se invirtieran en la economía real. 
En el otro extremo de la discusión, hay quienes sostienen que el costo en el cual se incurre por mantener elevados niveles de reservas internacionales es mínimo si se comparan con las consecuencias que se derivarían de una crisis provocada por no mantener este nivel de reservas internacionales.
Ante estas posiciones extremas debe existir una respuesta objetiva que solucione el problema, la justificación para mantener reservas internacionales actualmente se basa, en mantener un grado adecuado de liquidez internacional, que permita aminorar los costos de ajustes frente a desequilibrios externos y permita asegurara la viabilidad del sistema cambiario (F. Coronado 2008)

## Eventos

### Reservas Internacionales en el Perú superan los US$ 85,000 millones[1]
Las reservas internacionales netas (RIN) del Perú alcanzaron los US$ 85,432 millones, lo que representa aproximadamente el 32% del Producto Bruto Interno (PBI), consolidándose como uno de los colchones financieros más sólidos de la región con relación a la magnitud de su economía. Así lo destacó Renzo Rossini, gerente central del Banco Central de Reserva del Perú (BCRP), al señalar que el país mantiene la mayor proporción de reservas con relación al PBI en América Latina.

#### Composición de las Reservas Internacionales[1]
Las reservas internacionales del Perú se distribuyen de la siguiente manera:
- Divisas: 78% (USD 66,637 millones)
- Oro monetario: 12% (USD 10,252 millones)
- Derechos Especiales de Giro (DEGs): 6% (USD 5,130 millones)
- Posición frente al FMI: 4% (USD 3,413 millones)

#### Indicadores de Solvencia Externa
Los principales indicadores de fortaleza financiera internacional reflejan la solidez de la posición peruana:
| Indicador                         | Valor    | Referencia Recomendable |
| --------------------------------- | -------- | ----------------------- |
| Cobertura de importaciones        | 22 meses | > 3 meses               |
| Deuda externa / PBI               | 28%      | < 60%                   |
| Servicio de deuda / exportaciones | 15%      | < 25%                   |

#### Beneficios Asociados[3]
El nivel de reservas ha permitido que el Perú mantenga una calificación crediticia internacional A3 (Moody’s), contribuyendo a un menor costo de financiamiento externo —1.5 puntos porcentuales inferior respecto a 2020—.

## Costes y beneficios
Por un lado, si un país desea tener un tipo de cambio influenciado por el gobierno, entonces la posesión de grandes reservas le da al país una mayor habilidad para manipular el mercado monetario. Por otro lado, la posesión de grandes reservas causa unos costes de oportunidad, debido a la diferencia entre los rendimientos de los activos en forma de deuda de los países emisores de la moneda de reserva y los rendimientos de la deuda del gobierno en el país del banco central. Además muchos gobiernos han sufrido grandes pérdidas por la gestión de la cartera de reservas debido a la aparición de una crisis monetaria y el consecuente de tus actos.

## Cantidad de reservas

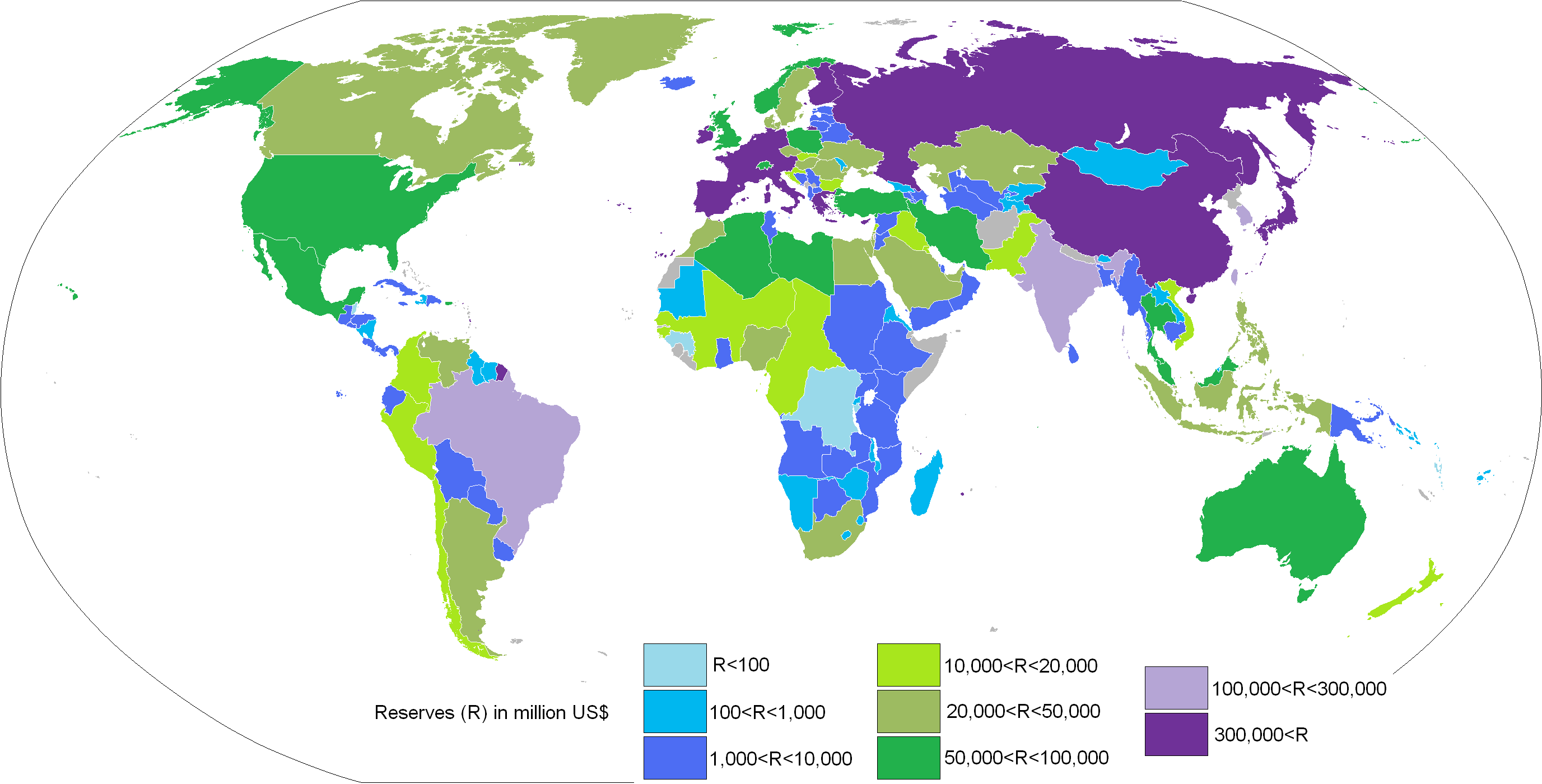
Reservas internacionales por país en junio del 2007.

A finales del 2006, las principales monedas de reserva eran el dólar con un 64,74 % de cuota, el euro con un 25,8 %, la libra con un 4,43 %, el yen con un 3,19 % y el franco suizo con un 0,19 % de cuota. .

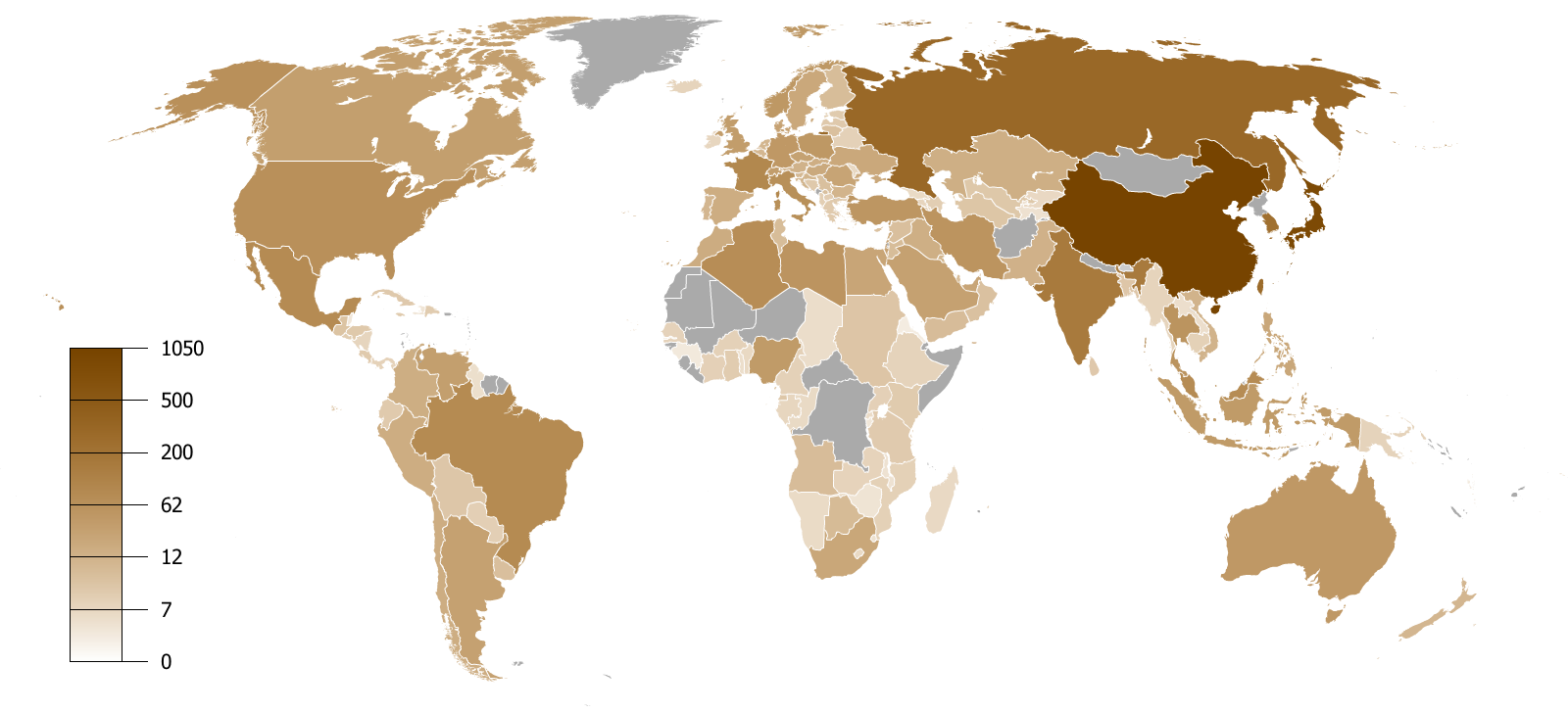
Reservas en moneda más reservas en forma de oro en 2006

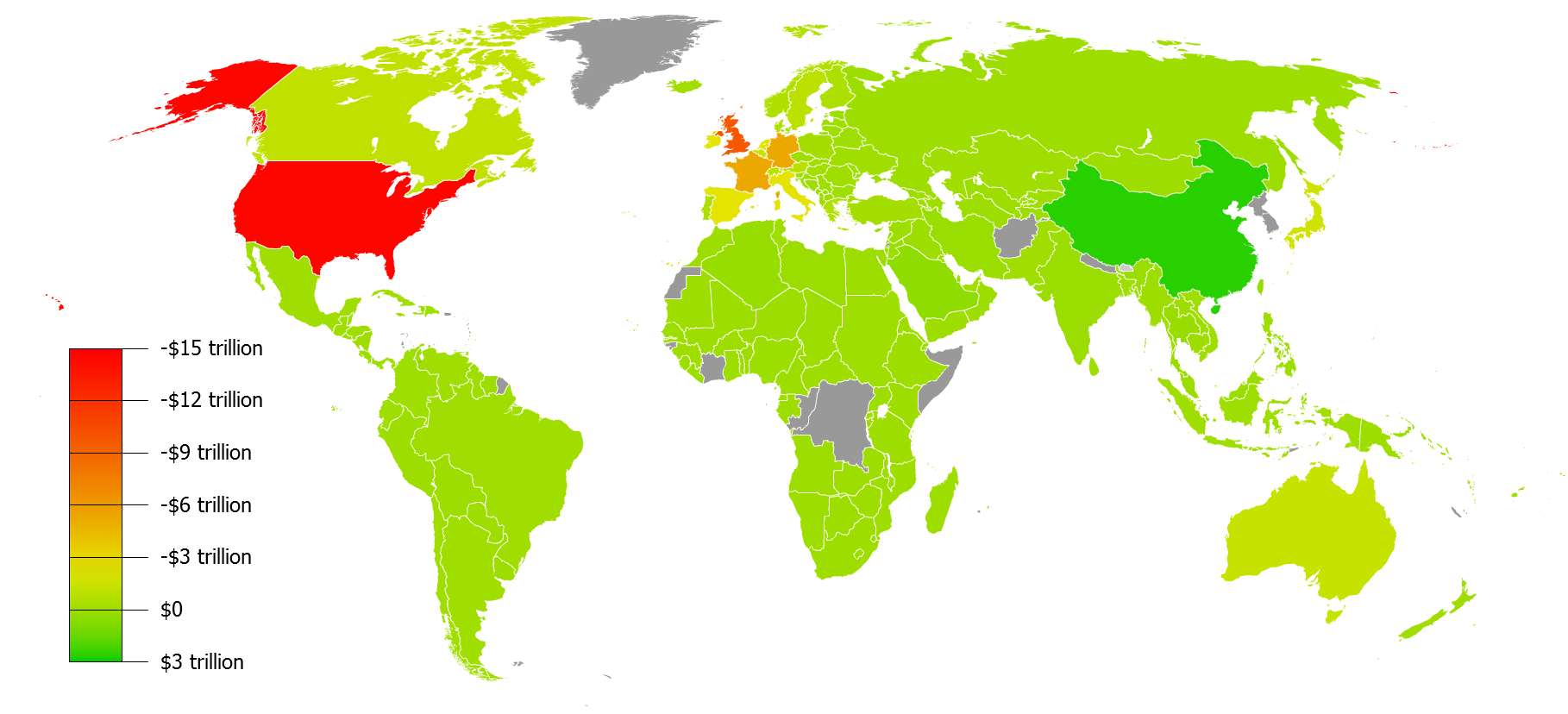
Mapa de países por reservas en moneda extranjera y oro menos la deuda externa sobre la base de datos de 2010 la CIA Factbook

Las autoridades monetarias con las mayores reservas internacionales (reservas en moneda más reservas en forma de oro):
| Ranking | Banco central                                   | Miles de millones de dólares |
| ------- | ----------------------------------------------- | ---------------------------- |
| 1       | Banco Popular de China                          | 3590 (septiembre de 2015)    |
| 2       | Banco de Japón                                  | 1233 (noviembre de 2015)     |
| 3       | Banco Central Europeo                           | 716 (junio de 2010)          |
| 4       | Banco de Rusia                                  | 371 (diciembre de 2015)      |
| 5       | Banco Central de la República de China (Taiwán) | 431 (octubre de 2015)        |
| 6       | Banco Central de Brasil                         | 357 (noviembre de 2015)      |
| 7       | Banco de la Reserva de la India                 | 352 (diciembre de 2015)      |
| 8       | Banco de Corea                                  | 368 (noviembre de 2015)      |
| 9       | Autoridad Monetaria de Hong Kong ( China)       | 357 (octubre de 2015)        |
| 10      | Autoridad Monetaria de Singapur                 | 249,7 (noviembre de 2015)    |
| 11      | Banco Federal Alemán                            | 183,6 (octubre de 2015)      |

### Artículos en español
- Directrices para la gestión de las reservas en moneda extranjera

### Artículos en inglés
- Foreign Exchange Reserves Management
- An empirical analysis of foreign exchange reserves in emerging Asia, December 2005
- Foreign exchange reserves in east Asia: why the high demand?, April 25, 2003
- Optimal currency shares in international reserves
- The adequacy of foreign exchange reserves

### Datos
- Datos del IMF sobre las actuales reservas internacionales de los países analizados
- Datos del Departamento de Servicios de Inversión de Taiwán sobre las actuales reservas internacionales de los países analizados
- Datos del Banco Central Europeo sobre las reservas del Eurosistema

- Datos: Q317617
- Multimedia: Foreign-exchange reserves / Q317617